# Enrico Degano
Enrico Degano (* 11. März 1976 in Gorizia) ist ein ehemaliger italienischer Radrennfahrer.

## Sportliche Karriere
Degano begann seine Profikarriere 1999 bei Navigare-Gaerne. Gleich zu Beginn der Saison schaffte er es, zwei Etappen der Tour de Langkawi zu gewinnen. Bis 2002 errang er insgesamt fünf Etappensiege bei diesem Rennen. 2003 wechselte er dann von Ceramiche Panaria zu Mercatone Uno. Dort gewann er eine Etappe der Internationalen Friedensfahrt.
Von 2004 bis 2007 fuhr Degano beim Team Barloworld. Er gewann 2005 bei der Ster Elektrotoer und 2006 beim GP Internacional Costa Azul jeweils zwei Etappen. 2006 gewann er zwei Etappen des GP Internacional Costa Azul und je eine Etappe der Volta ao Alentejo und des GP Internacional CTT Correios, bei dem er auch 2007 auf dem ersten Teilstück wieder siegreich war.
Dreimal startete Degano beim Giro d’Italia und jeweils einmal bei der Vuelta a España sowie bei der Tour de France.

## Teams
- 1999 Navigare-Gaerne
- 2000 Ceramiche Panaria-Gaerne
- 2001–2002 Ceramiche Panaria-Fiordo
- 2003 Mercatone Uno-Scanavino
- 2004–2007 Team Barloworld
- 2008 Miche